# 9 Sagittae
9 Sagittae, eller QZ Sagittae, är en pulserande variabel  av Delta Cephei-typ (DCEP) i stjärnbilden Pilen. 
Stjärnan varierar mellan visuell magnitud +6,16 och 6,23 utan någon fastställd periodicitet.